# Volkswagen Damen Grand Prix 1990
Volkswagen Damen Grand Prix 1990 — жіночий тенісний турнір, що проходив на закритих кортах з килимовим покриттям у Лейпцигу (Німеччина). Належав до турнірів 3-ї категорії в рамках Туру WTA 1990. Турнір відбувся вперше і тривав з 24 до 30 вересня 1990 року. Перша сіяна Штеффі Граф здобула титул в одиночному розряді й отримала 45 тис. доларів США, а також 240 рейтингових очок.

## Фінальна частина

### Одиночний розряд
Штеффі Граф —  Аранча Санчес Вікаріо 6–1, 6–1
- Для Граф це був 7-й титул в одиночному розряді за сезон і 51-й — за кар'єру.

### Парний розряд
Гретхен Магерс /  Ліз Грегорі —  Манон Боллеграф /  Джо Дьюрі 4–6, 6–3, 6–1
- Для Магерс це був 2-й титул в парному розряді за сезон і за кар'єру. Для Грегорі це був 2-й титул в парному розряді за сезон і 5-й — за кар'єру.